# L'Amour dans un climat froid
L'Amour dans un climat froid est un roman publié en 1949 par Nancy Mitford. Il fait suite au roman La Poursuite de l'amour où l'on retrouve la plupart des personnages : même si le personnage de Fanny reste narratrice, le fil rouge du roman n'est plus sa cousine Linda Radlett mais son amie Polly, la fille de Lord et Lady Montdore. Ces deux livres remportèrent un grand succès.

## Résumé
Tandis que Fanny cherche et trouve simplement l'amour en la présence d'Alfred, un jeune professeur à la prestigieuse université d'Oxford, il en est tout autrement pour son amie Polly, la fille de Lord et lady Montdore. Considérée comme l'une des plus belles jeunes femmes de l'aristocratie britannique, elle semble également la plus froide et la plus distante. Alors que sa mère cherche absolument à organiser sa vie comme si c'était une réception qui ne souffrait pas la moindre faute de goût, Polly échappe à tous les plans élaborés par sa mère en épousant son oncle et en causant le plus grand des scandales...

## Adaptations
L'amour dans un climat froid a été adapté par deux fois dans des mini-série britanniques :
- 1980 : série de 8 épisodes réalisée par Simon Raven (en), avec Judi Dench et Michael Aldridge dans les rôles principaux de Tante Sadie et Oncle Matthew, Lucy Gutteridge et John Moffatt. À noter :  Jean-Pierre Cassel y tient le rôle de Fabrice, l'amant français de Linda [1].
- 2001 : série de 2 épisodes réalisée par Deborah Moggach, avec Alan Bates, Rosamund Pike et Megan Dodds[2].